# Anii 1950
Anii 1950 au fost un deceniu care a început la 1 ianuarie 1950 și s-a încheiat la 31 decembrie 1959.